# Keith Taylor (politico)
Keith Taylor (Rochford, 1º agosto 1953 – 31 ottobre 2022) è stato un politico e imprenditore britannico, europarlamentare dal 2010 al 2019 per il Partito Verde di Inghilterra e Galles.

## Biografia
Prima di essere coinvolto in attività politiche, era un imprenditore locale. Nel 1999 fu eletto nel consiglio di Brighton & Hove e due anni dopo diventò il leader del gruppo dei Verdi nel consiglio comunale. Alle elezioni della Camera dei comuni nel 2005, nel collegio elettorale di Brighton, ricevette circa il 22% dei voti, quindi storicamente il miglior risultato come candidato del Partito Verde di Inghilterra e Galles.
Nel 2010 rassegnò le dimissioni dal mandato di consigliere in relazione all'incarico assunto il 2 giugno al Parlamento europeo, in cui aveva sostituito Caroline Lucas, eletta alla Camera dei comuni. Nel 2014 si candidò per la rielezione; rimase in Parlamento fino al 2019.